# Gunzburgo
Gunzburgo (en alemán: Günzburg, pronunciación: /ˈɡʏnt͡sbʊʁk/ⓘ) es una ciudad en la región administrativa de Suabia del Estado libre de Baviera en Alemania. Gunzburgo es la capital del distrito Gunzburgo y se halla en el lugar donde el río Günz desemboca en el Danubio.
La ciudad fue fundada por los romanos en los años 70 d. C. como castillo "Guntia" para defender la frontera del Danubio. Hacia el final del Imperio romano era territorio del Pueblo alemán. En la Edad Media formaba parte del imperio de la Casa de Habsburgo hasta el Tratado de Presburgo, a partir del cual pertenece a Baviera. El nombre de Gunzburgo está grabado en el Arco de Triunfo de París para recordar una batalla de Napoleón.
Los monumentos más interesantes de Gunzburgo, aparte del casco antiguo, son la iglesia (Frauenkirche) construida entre 1736 y 1741 y el castillo “Reisenburg”, el único castillo construido por la Casa de Habsburgo en lo que hoy es Alemania. El parque de atracciones “Legoland”, construido casi enteramente con bloques de Lego, se encuentra a pocos kilómetros de la ciudad.
Esta ciudad es tristemente célebre por ser lugar de nacimiento de Josef Mengele, ex criminal de guerra refugiado en Argentina por el gobierno de Perón.

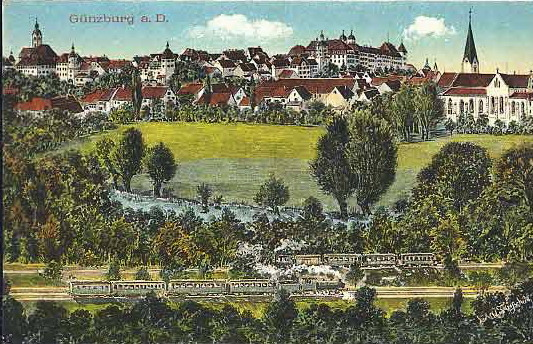
Gunzburgo hacia 1918
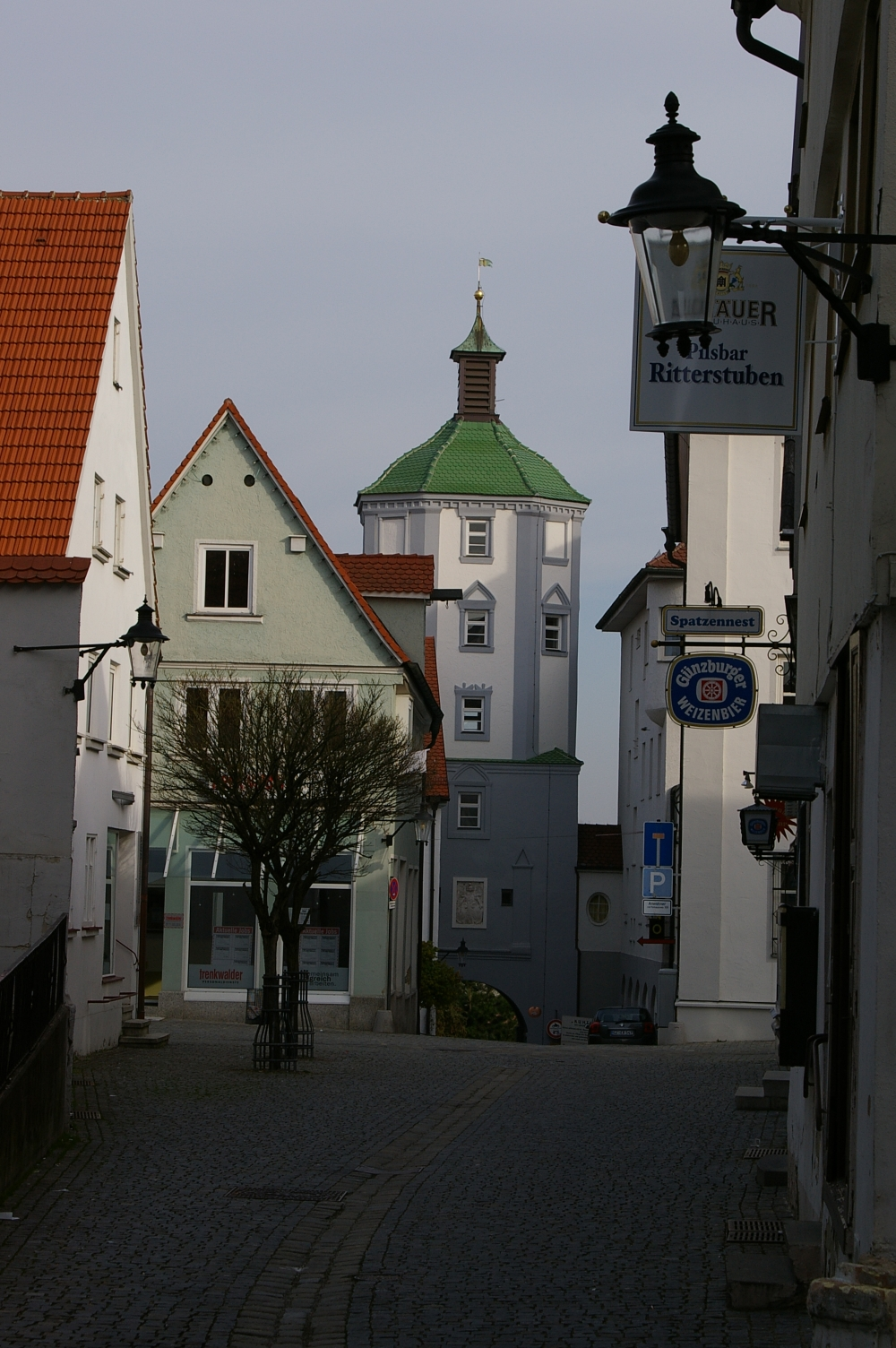
Torre interesante en la ciudad vieja
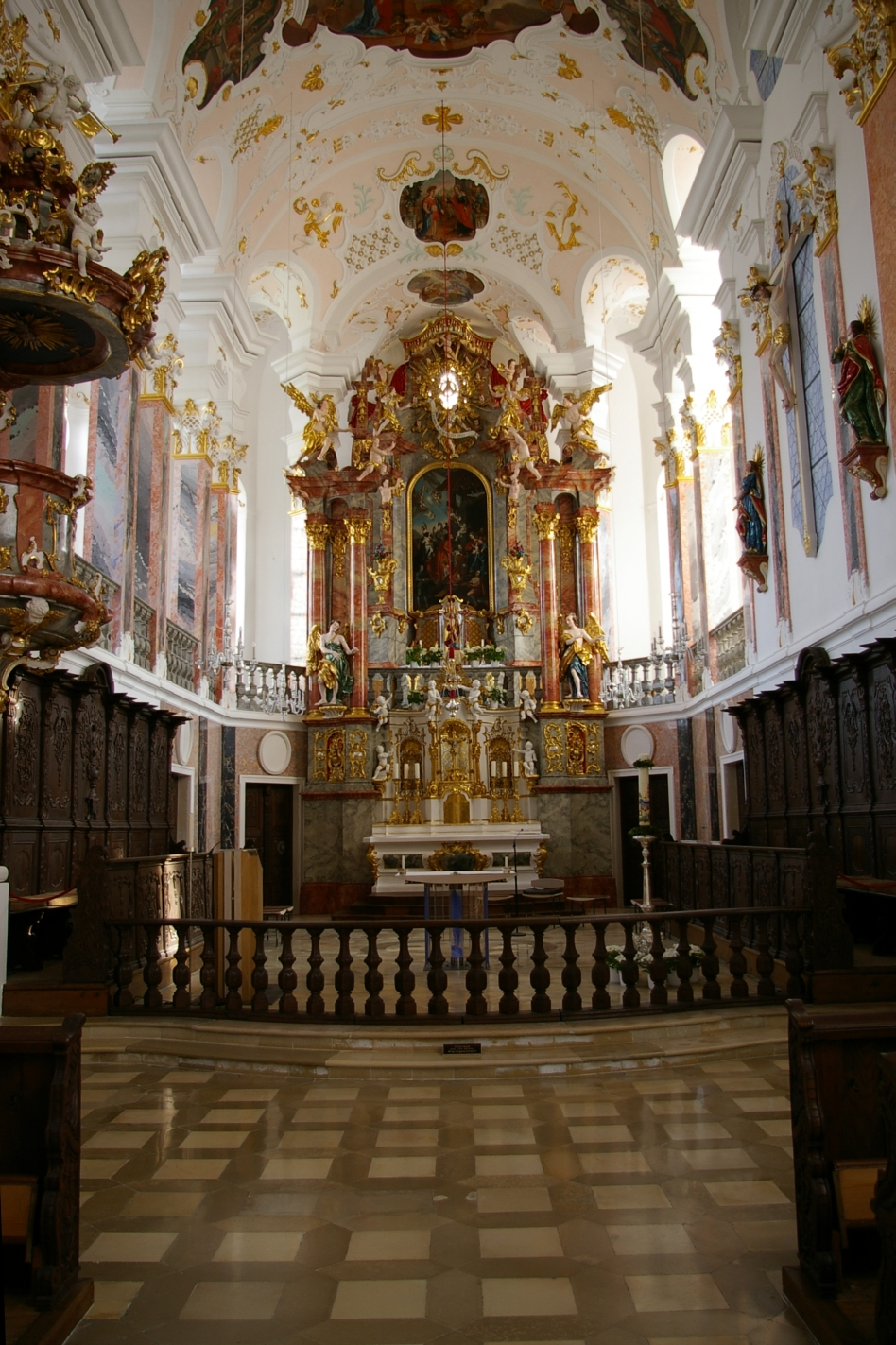
Altar en la Frauenkirche
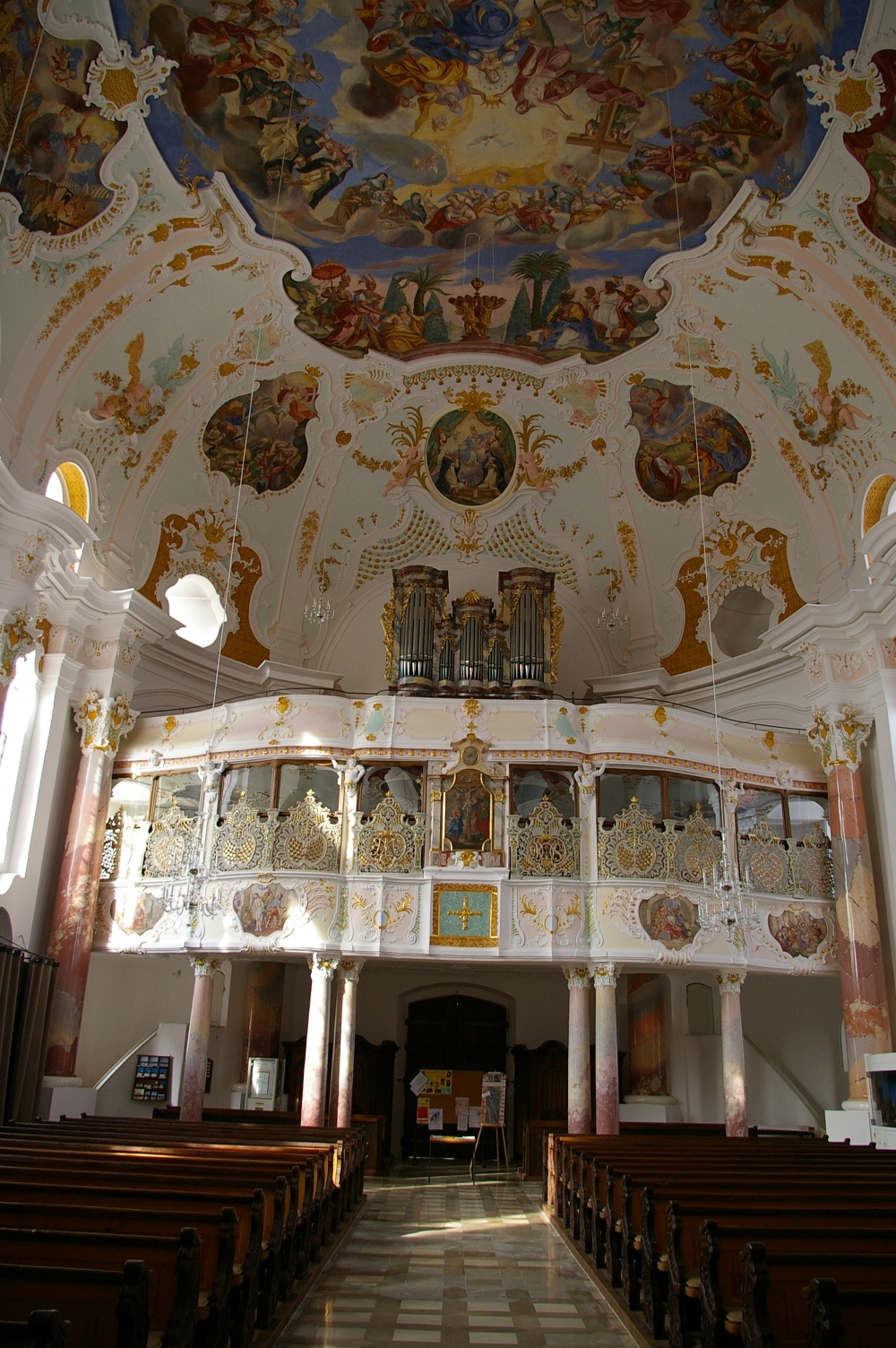
Techo y coro en la Frauenkirche